# Dlouhá Třebová
Dlouhá Třebová (en allemand : Langentriebe) est une commune du district d'Ústí nad Orlicí, dans la région de Pardubice, en République tchèque. Sa population s'élevait à 1 303 habitants en 2024.

## Géographie
Dlouhá Třebová se trouve à 4 km au sud-est d'Ústí nad Orlicí, à 5 km au nord-ouest d'Česká Třebová, à 48 km à l'est-sud-est de Pardubice et à 143 km à l'est-sud-est de Prague.
La commune est limitée par Ústí nad Orlicí au nord et au nord-est, par Česká Třebová au sud-est et au sud, et par Přívrat et Řetová à l'ouest.

## Histoire
La première mention écrite de la localité date de 1304.

## Galerie

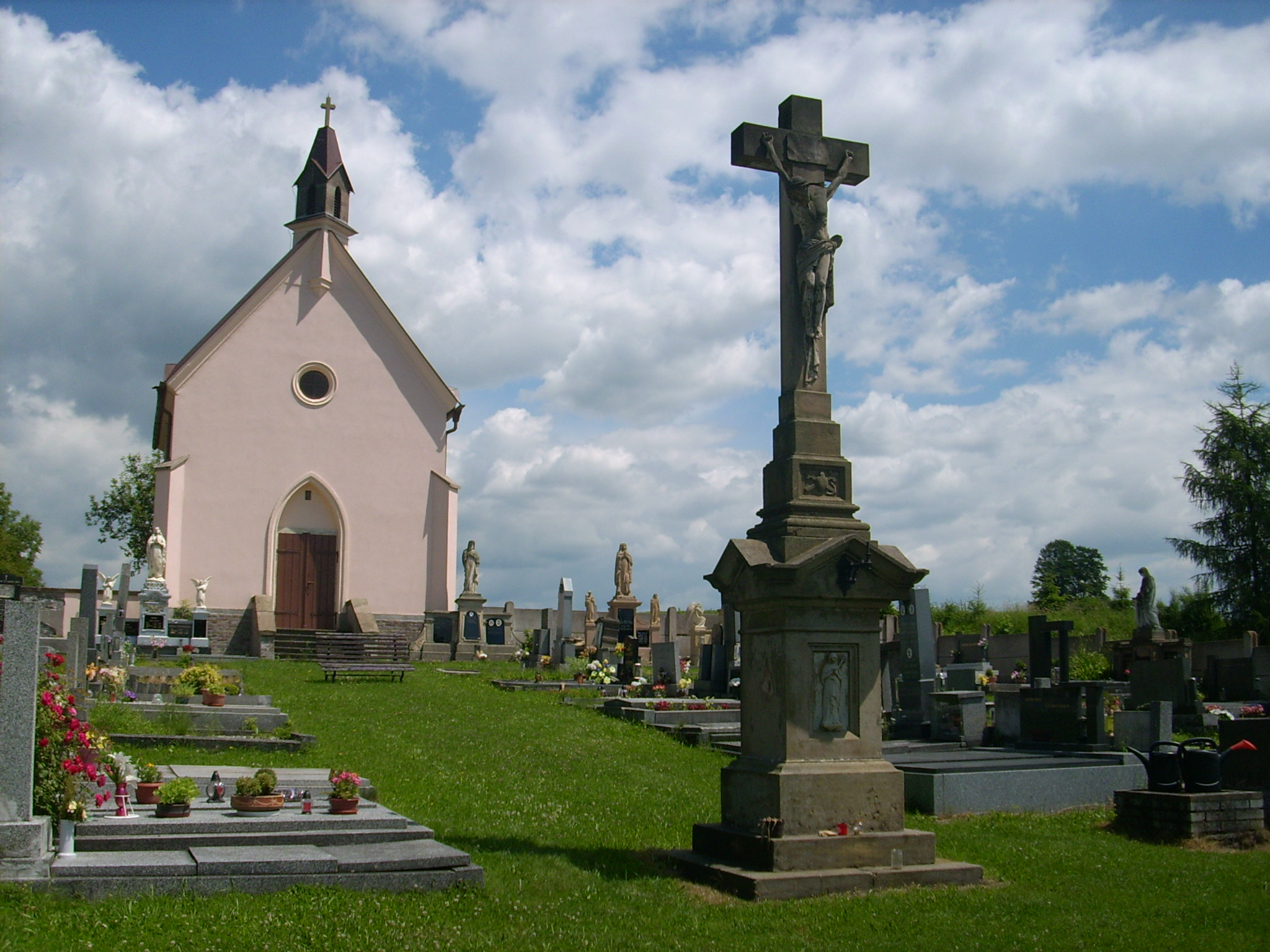
Chapelle Saint-Joseph.
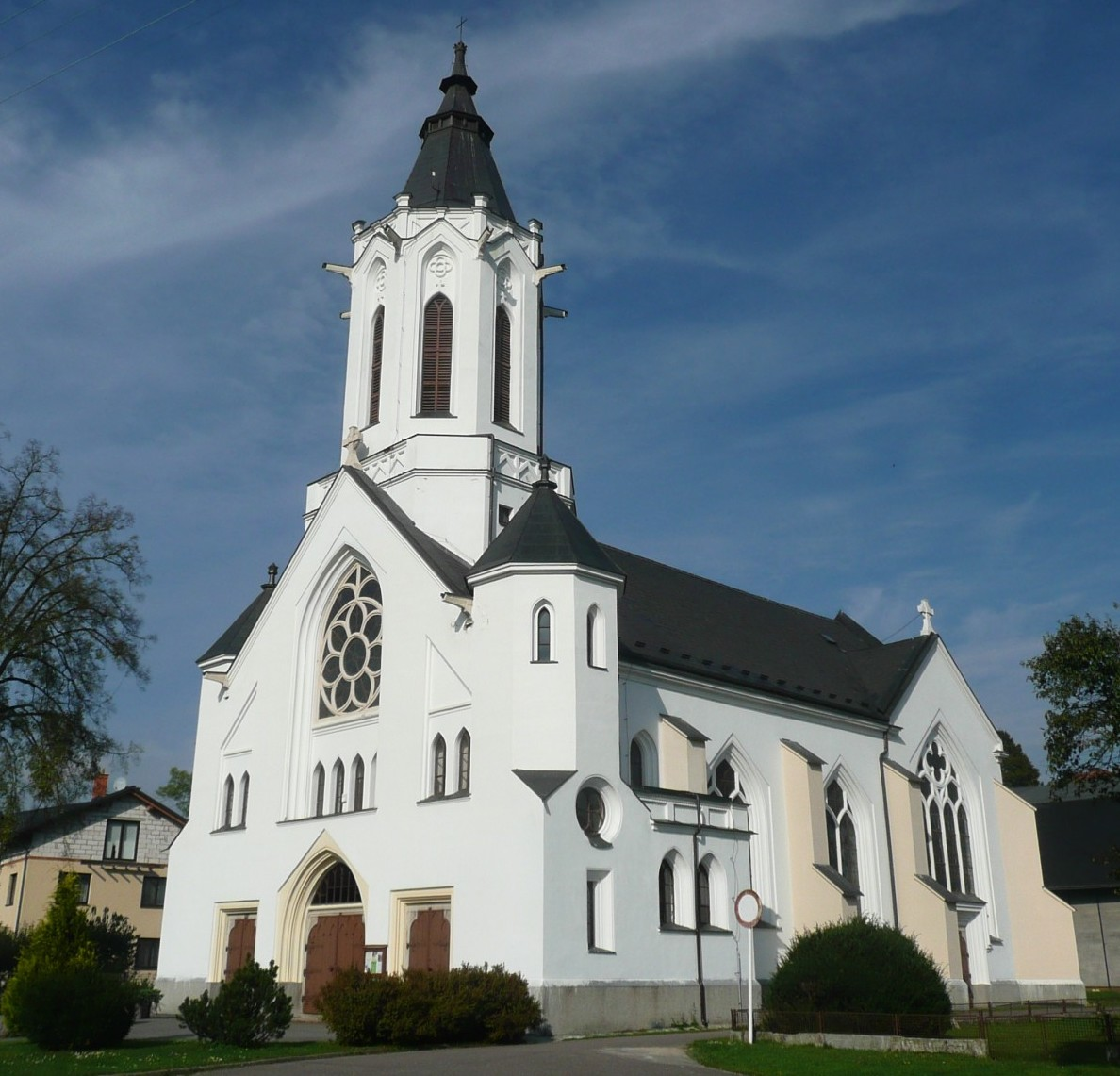
Église Saint-Procope.

## Transports
Par la route, Dlouhá Třebová se trouve à 5,5 km d'Ústí nad Orlicí, à 61 km de Pardubice et à 174 km de Prague. 